# Rozpuszczalność
Rozpuszczalność – zdolność substancji chemicznych w postaci stałej, ciekłej i gazowej (substancji rozpuszczonej) do rozpuszczania się w stałej, ciekłej lub gazowej fazie dyspergującej (rozpuszczalniku), tworząc mieszaninę homogeniczną (roztwór). Rozpuszczalność danej substancji jest wyrażana najczęściej jako maksymalna ilość substancji (w gramach lub molach), którą można rozpuścić w konkretnej objętości rozpuszczalnika (zwykle w 100 cm³) w ściśle określonych warunkach ciśnienia i temperatury (zwykle są to warunki normalne). Zgodnie z definicją IUPAC analityczny skład roztworu nasyconego wyrażony w postaci zawartości danej substancji rozpuszczonej w danym rozpuszczalniku jest rozpuszczalnością tej substancji. Rozpuszczalność może być podawana jako stężenie, molalność, ułamek molowy, stosunek molowy itd.
Mówiąc inaczej, rozpuszczalność określa, jak dużo danego składnika można rozpuścić w danym rozpuszczalniku w sprecyzowanych warunkach, aby uzyskać roztwór nasycony.
Rozpuszczalność nie powinna być mylona z szybkością rozpuszczania. Rozpuszczalność jest pojęciem termodynamicznym (tzn. opisuje stan równowagi), a rozpuszczanie dotyczy kinetyki (tzn. opisuje szybkość procesu). Substancje o wysokiej rozpuszczalności niekoniecznie rozpuszczają się szybko.
W pewnych warunkach może dochodzić do przekroczenia rozpuszczalności danej substancji, prowadząc do powstawania metastabilnych roztworów przesyconych.
W przypadku „rozpuszczania” gazu w innym gazie lub cieczy w innej cieczy mówi się, że się ze sobą mieszają. Przykładowo woda miesza się z etanolem, natomiast heksan nie miesza się z wodą.

## Wpływ warunków
Rozpuszczalność substancji zależy od:
- rodzaju (natury chemicznej) substancji rozpuszczanej,
- rodzaju rozpuszczalnika,
- temperatury,
- ciśnienia,
- wpływu wspólnego jonu (zobacz iloczyn rozpuszczalności),
- kompleksowania (np. wpływ pH na rozpuszczalność substancji amfoterycznych),
- siły jonowej roztworu (zobacz współczynnik aktywności),
- Wielkość kryształów: rozpuszczalność jest generalnie większa w roztworze w równowadze z drobnymi kryształami według zależności[4]:

{\displaystyle \log(^{*}K_{A})=\log(^{*}K_{A\to 0})+{\frac {\gamma A_{m}}{3{,}454RT}},}
gdzie:
{\displaystyle K_{A}} – iloczyn rozpuszczalności dla kryształów o powierzchni molowej {\displaystyle A,}
{\displaystyle K_{A\to 0}} – iloczyn rozpuszczalność dla kryształów o powierzchni molowej dążącej do zera (to znaczy dla kryształów bardzo dużych),
{\displaystyle \gamma } – napięcie powierzchniowe kryształów w roztworze,
{\displaystyle A_{m}} – powierzchnia molowa kryształów (w wymiarze m²/mol),
{\displaystyle R} – stała gazowa,
{\displaystyle T} – temperatura absolutna.
Inne czynniki, jak na przykład intensywność mieszania mogą pływać na szybkość rozpuszczania, lecz nie wpływają na rozpuszczalność.
Pojęcie rozpuszczalności odnosi się zwykle do specyficznej fazy. Tak więc aragonit i kalcyt mają generalnie różną rozpuszczalność, chociaż chemicznie są tą samą substancją (węglan wapnia).
Rozpuszczalniki polarne (np. woda) mają tendencje do lepszego rozpuszczania substancji polarnych lub jonowych (hydrofilowych), zaś niepolarne (np. tłuszcz lub toluen) rozpuszczają lepiej substancje niepolarne (lipofilowe). Często podawane jest to jako reguła „podobne rozpuszcza podobne”. Jest to czasem podstawą klasyfikacji substancji (np. podział witamin na rozpuszczalne w wodzie i rozpuszczalne w tłuszczach). Reguła ta jest też podstawą mechanizmu działania detergentów.
Ze wzrostem temperatury, rozpuszczalność najczęściej rośnie dla cieczy i ciał stałych, zaś maleje dla gazów, ale znanych jest wiele wyjątków od tej reguły (np. rozpuszczalność siarczanu wapnia w wodzie maleje ze wzrostem temperatury)
Efekt ciśnienia na rozpuszczalność faz skondensowanych (ciecze, ciała stałe) jest stosunkowo niewielki i przeważnie ignorowany w praktyce.

## Rząd wielkości
Różne substancje mogą się znacznie różnić rozpuszczalnością. Substancje czasem określane są terminami „nierozpuszczalna”, „słabo rozpuszczalna”, „dobrze rozpuszczalna” itd. Jednakże takie klasyfikacje mają ograniczoną użyteczność. Na przykład rozpuszczalność 1 g/kg może być uważana w niektórych zastosowaniach za „słabą” (np. w inżynierii procesowej), a w innych za „wysoką” (np. przy opisie procesu korozji lub w chemii środowiska naturalnego). Substancje zupełnie nierozpuszczalne (jeśli w ogóle istnieją) są rzadkie. Współcześnie chemia często zajmuje się rozpuszczalnościami o rzędzie wielkości od 10−12 kg/kg (ppt) do zupełnej mieszalności z rozpuszczalnikiem.

## Gazy
Dla gazów prawo Henry’ego mówi, że rozpuszczalność gazów w cieczach jest proporcjonalna do ciśnienia parcjalnego tego gazu:
{\displaystyle c=k\cdot p,}
gdzie:
{\displaystyle c} – stężenie gazu rozpuszczonego w cieczy (mol/l),
{\displaystyle k} – stała zależąca od temperatury, rozpuszczalnika i gazu (na przykład dla tlenu w wodzie w temperaturze 25 °C stała k wynosi 1,3×10−3mol/dm3×atm),
{\displaystyle p} – ciśnienie parcjalne gazu (atm).
Pojęcia rozpuszczalności zwykle nie stosuje się do gazowych rozpuszczalników. Zamiast rozpuszczalności w gazach mówi się zwykle o prężności pary nad fazą ciekłą lub stałą.

## Roztwory stałe
Oprócz roztworów ciekłych, znane są też roztwory stałe, tzn. takie, gdzie roztwór jest ciałem stałym. Układy takie maja duże znaczenie praktyczne, gdyż substancje rozpuszczone mogą silnie zmieniać własności fizyczne i chemiczne roztworu stałego. Przykładem tego są silnie zróżnicowane właściwości stopów żelaza (zob. stop żelaza z węglem) i aluminium w zależności od zawartości różnych składników. Roztworami stałymi jest też wiele minerałów.